# Calliandra mucugeana
Calliandra mucugeana är en ärtväxtart som beskrevs av Stephen Andrew Renvoize. Calliandra mucugeana ingår i släktet Calliandra och familjen ärtväxter. Inga underarter finns listade i Catalogue of Life.

## Bildgalleri

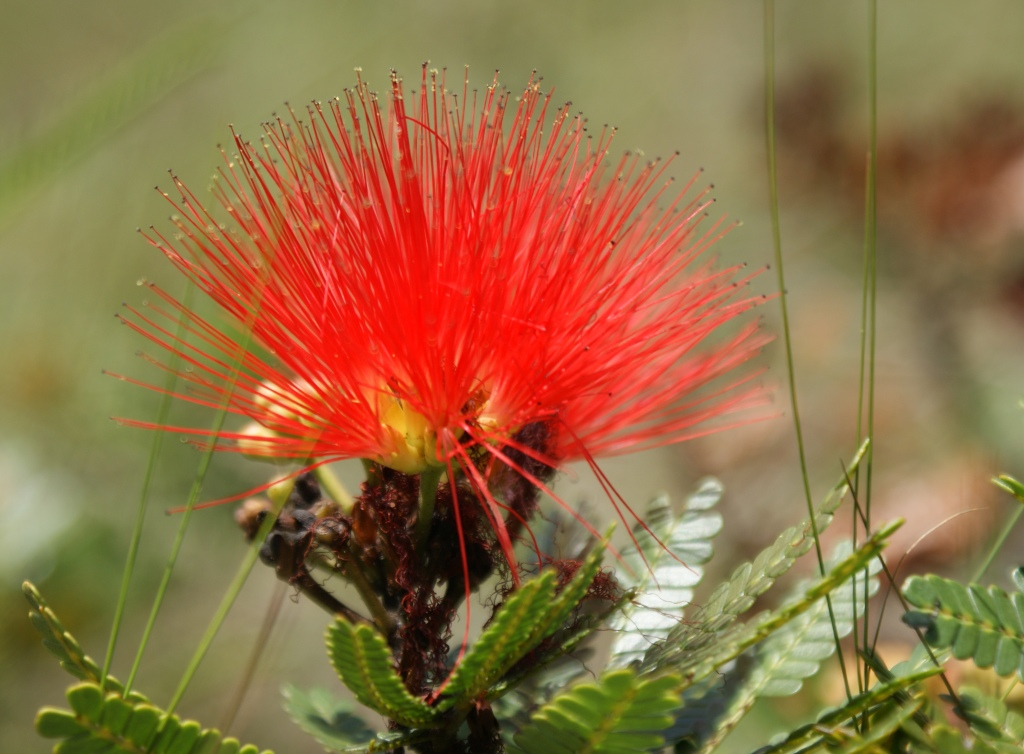
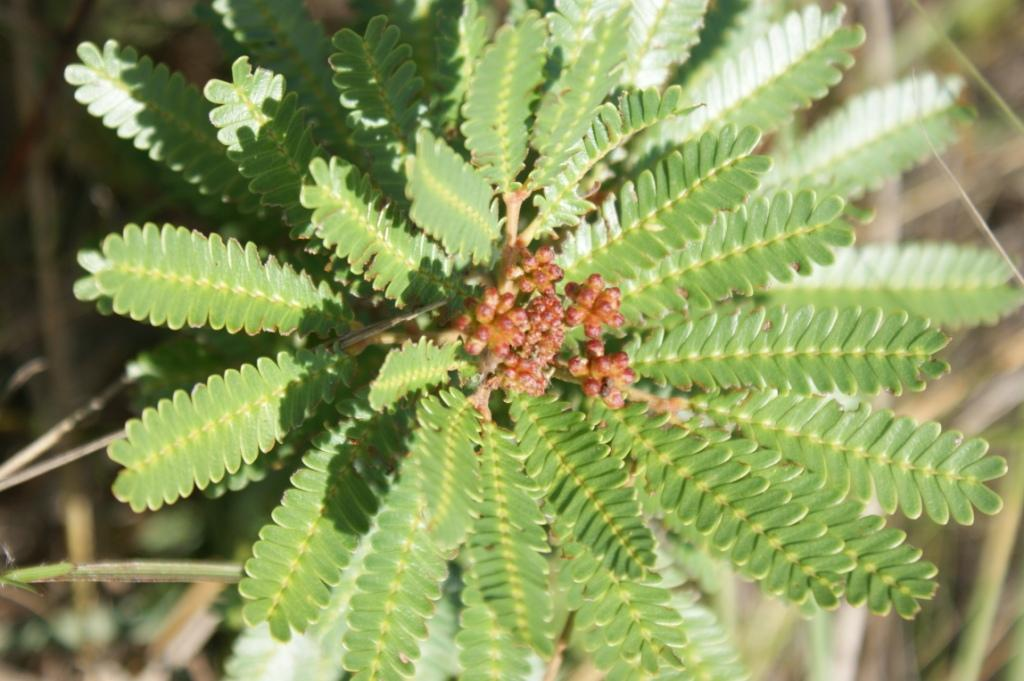